# Lampione
Lampione (Arabisch:جزيرة الكتاب Djazirat al-Kitaab) is een onbewoond Italiaans eiland, gelegen in het Middellandse Zee. Het hoort samen met Linosa en Lampedusa bij de Pelagische Eilanden.
Aangezien veel vogels het eiland als rustplaats gebruiken is het een beschermd natuurgebied. Het heeft weinig begroeiing.

## Geografie
Het behoort tot de Pelagische Eilanden. Het is 700 meter lang, 180 meter breed en heeft een oppervlakte van 0,12 km². Het eiland is eigenlijk een plateau dat uit zee oprijst met een verticale kust. Het hoogste punt ligt op 36 meter hoogte. Het ligt op de Afrikaanse tektonische Plaat. Mogelijk zat het ooit vast aan Lampedusa maar is het tijdens het Plioceen losgekomen.

## Bereikbaarheid
Het eiland heeft een kleine aanlegplaats voor boten. Het enige gebouw op Lampione is een vuurtoren van slechts één verdieping.

## Legenden
Volgens een oude legende zou het eiland een rotsblok zijn dat een cycloop uit zijn handen heeft laten vallen. Volgens een andere legende zou het eiland een tijd bewoond zijn geweest door een of twee kluizenaars.